# Резолюция 124 на Съвета за сигурност на ООН
Резолюция 124 на Съвета за сигурност на ООН е приета на 7 март 1957 г. по повод кандидатурата на Гана за членство в ООН. С Резолюция 124 Съветът за сигурност препоръчва на Общото събрание на ООН Гана да бъде приета за член на Организацията на обединените нации.